# Le Mesnil
Le Mesnil ist eine Gemeinde auf der Halbinsel Cotentin in Frankreich. Sie gehört zur Normandie, zum Département Manche, zum Arrondissement Cherbourg und zum Kanton Les Pieux. Sie grenzt im Nordwesten an Saint-Maurice-en-Cotentin, im Nordosten an Fierville-les-Mines, im Osten und im Süden an Port-Bail-sur-Mer mit Portbail und im Westen an Saint-Georges-de-la-Rivière.

## Bevölkerungsentwicklung
| Jahr      | 1962 | 1968 | 1975 | 1982 | 1990 | 1999 | 2008 | 2015 |
| --------- | ---- | ---- | ---- | ---- | ---- | ---- | ---- | ---- |
| Einwohner | 164  | 147  | 147  | 148  | 150  | 162  | 194  | 217  |

## Sehenswürdigkeiten

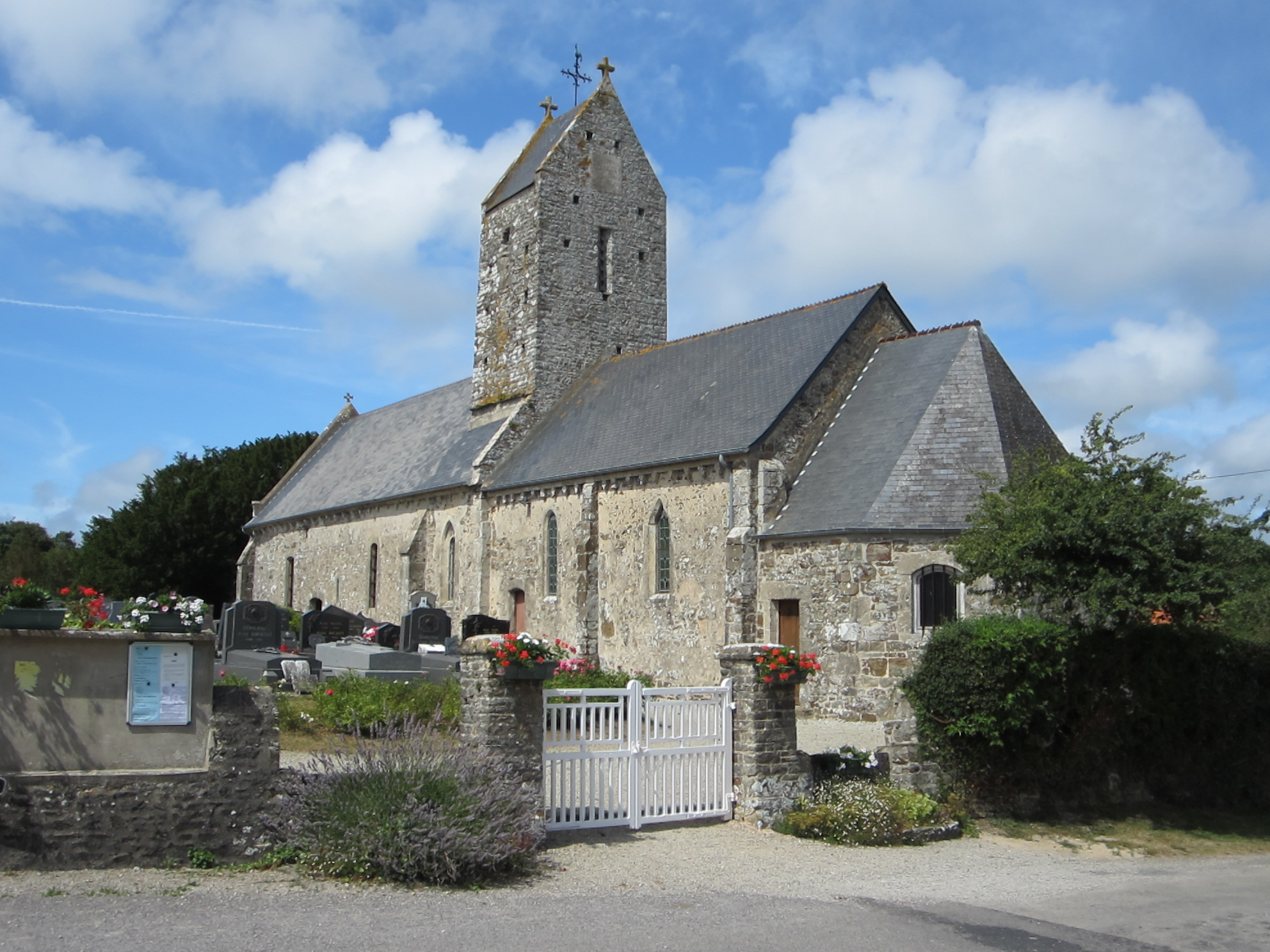
Kirche Saint-Martin

- Kirche Saint-Martin